# Eastleigh Football Club
El Eastleigh FC es un equipo de fútbol de Inglaterra que milita en la Conference National, la quinta liga de fútbol en importancia en el país.

## Historia
Fue fundado en el año 1946 en la ciudad de Eastleigh, Hampshire con el nombre Swaythling Athletic, al que más tarde cambiarían por Swaythling. En 1950 se unieron a la Hampshire League, y en 1980 se cambió el nombre por Eastleigh FC. En 1986 fueron aceptados como uno de los miembros fundadores de la Wessex League. En 2002-03 ganó la liga y fueron ascendidos de la Primera División Este a la Southern League. Después de terminar cuarto en su primera temporada, el club fue promovido debido a la formación de la Conferencia del Norte y del Sur luego de tomar los clubes de la división anterior, y fueron trasladados a la Primera División de la Isthmian League.
El club terminó tercero en su primera temporada en la Primera División, obteniendo la clasificación para las eliminatorias de promoción. Después de vencer a Braintree Town FC por 2-0 en la semifinal, fueron promovidos a la Conferencia del Sur después de una victoria por 1-0 sobre Leyton FC en la final. En 2008-09 terminó tercero, pero perdió ante el Hayes & Yeading United FC en las semifinales de play-off a pesar de tener ventaja de 4-0 en la ida.
La propiedad del club cambió a finales de 2011. El 26 de noviembre de 2011, después de una reunión de la Junta, se anunció que una oferta para la mayoría de las acciones del club de la Bridle Insurance Limited había sido recomendado para su aceptación por los actuales accionistas, quienes fueron el principal patrocinador del Oxford United FC. La compañía, con sede en Witney, Oxfordshire, es conocida por proporcionar apoyo financiero a las academias de fútbol de Glen Hoddle. El presidente ejecutivo Donald Stewart y el director de operaciones Neil Fox pasarían como directores del Eastleigh, con Paul Murray como presidente. Parte del plan de 5 años del Bridle para el club es conseguir que el equipo esté a la altura de la liga, mirando a la financiación de un estadio para 7500 espectadores sentados, y para llevar al club a la Football League.
La adquisición por parte del Bridle de Segurosfue finalmente confirmada cuando el club anunció que la compañía había adquirido las acciones del club el 1 de febrero de 2012. Más tarde, el 9 de febrero, el director de Fútbol David Malone, que se unió al club en mayo de 2006, se retiró de su cargo, a fin de que los nuevos dueños tomen el club desde ahora en la forma que mejor les parezca.
El 23 de marzo de 2012, el presidente Paul Murray se retiró de su cargo con efecto inmediato. Murray había dimitido como presidente cuando el club fue vendido al Bridle, pero se había quedado en el club en el papel presidente no ejecutivo. Mick Geddes fue posteriormente nombrado como su sucesor.
El martes 11 de septiembre de 2012, tras 3 derrotas de liga consecutivos, el último 4-0 al recién ascendido Billericay Town FC, el club anunció tras una reunión entre el gerente Ian Baird y Stewart Donald, se acordó que Ian Baird dejaría el club de inmediato. El reemplazo de Baird se anunció el día siguiente con el exgerente del Stevenage FC Richard Hill. Hill también ha ayudado a John Gregory tanto en el Wycombe Wanderers FC y el QPR, y Brian Little en el Aston Villa FC. También ha sido empleado como encargado auxiliar en el Gillingham FC, Tranmere Rovers FC y Northampton Town FC.
El Eastleigh estuvo cerca de lograr el ascenso a la Conference National por primera vez durante la Temporada 2012-13 tras haber acabado 4º en la Conference South. Después de perder inicialmente la primera vuelta de las semifinales contra el Dover Athletic FC en casa 3-1, Eastleigh anuló esta con un 2-0 victoria fuera en la vuelta. Debido a que no existía la regla del gol de visitante, se fueron a los penales, con Eastleigh perdiendo 4-2.

## Estadio
El Eastleigh juega sus partidos de local en el Estadio Silverlake, en Stoneham Lane, Eastleigh.
El club ha jugado en el Estadio Silverlake desde 1957. Anteriormente conocido como Ten Acres, más tarde Estadio Sparshatts y actualmente, debido al patrocinio, Silverlake Stadium, tiene una capacidad de 3000 espectadores.
La asiento 371 está en la línea media y se extiende por poco menos de un tercio del terreno de juego. A los lados de esta se destapa cancha natural. A la derecha de este, detrás de la meta es el Silverlake Stand. En 2006, el techo se amplió para cubrir toda la longitud de la base, y de 150 plazas se han añadido a la mitad. Al igual que la Tribuna, no es difícil de pie a cada lado. Frente a la tribuna es el stand de Premier Telecom. Hasta 2006, este estaba parado duro respaldo en un seto. Durante el verano de 2006, se añadieron a la espalda de metal y el techo, junto con un marcador electrónico en el techo. Frente a la Silverlake Stand, detrás de la otra meta es la sede del club.
El récord de asistencia del terreno es de 3191 para un partido amistoso contra el Southampton FC en julio de 2007, mientras que el récord para un partido de la liga es 2283, que fue el 28 de marzo de 2009, contra el AFC Wimbledon.

## Jugadores

### Más goles
- Andy Forbes: 146[9]

### Más apariciones
- Fuente:[10]

| #  | Nombre          | País       | Apariciones | Goles |
| -- | --------------- | ---------- | ----------- | ----- |
| 1  | Ian Knight      | Inglaterra | 599         | 12    |
| 2  | Keith Cooper    | Inglaterra | 574         | 5     |
| 3  | Johnyy Williams | Inglaterra | 449         | 3     |
| 4  | Bill Ragan      | Inglaterra | 428         | 10    |
| 5  | Terry Rawlins   | Inglaterra | 374         | 27    |
| 6  | Mel Davolls     | Inglaterra | 372         | 6     |
| 7  | Frank Mew       | Inglaterra | 370         | 0     |
| 8  | Malcolm Harris  | Inglaterra | 351         | 0     |
| 9  | Barry Joslin    | Inglaterra | 343         | 4     |
| 10 | Ray Light       | Inglaterra | 325         | 17    |

## Palmarés
| Competición nacional         | Títulos | Subcampeonatos |
| ---------------------------- | ------- | -------------- |
| National League South (1/0)  | 2013–14 |                |
| Wessex Football League (1/0) | 2002–03 |                |
| Hampshire Senior Cup (1/0)   | 2012    |                |